# Lampridia fuliginalis
Lampridia fuliginalis là một loài bướm đêm trong họ Crambidae.